# نيكولاس هنري دارنيل
نيكولاس هنري دارنيل (بالإنجليزية: Nicholas Henry Darnell)‏ هو سياسي أمريكي، ولد في 20 أبريل 1807، وتوفي في 16 يوليو 1885. انتخب عضو مجلس نواب تكساس.